# Bitva u Vídně
Bitva u Vídně (11.–12. září 1683) ukončující druhé obléhání Vídně na počátku velké turecké války byla jednou z klíčových událostí válek mezi Habsburky (resp. křesťanskou Evropou) a Osmanskou říší a jednou z nejvýznamnějších bitev 17. století. Předznamenala ukončení turecké expanze do střední Evropy a zahájila období strmého vzestupu Habsburské monarchie.

## Předehra

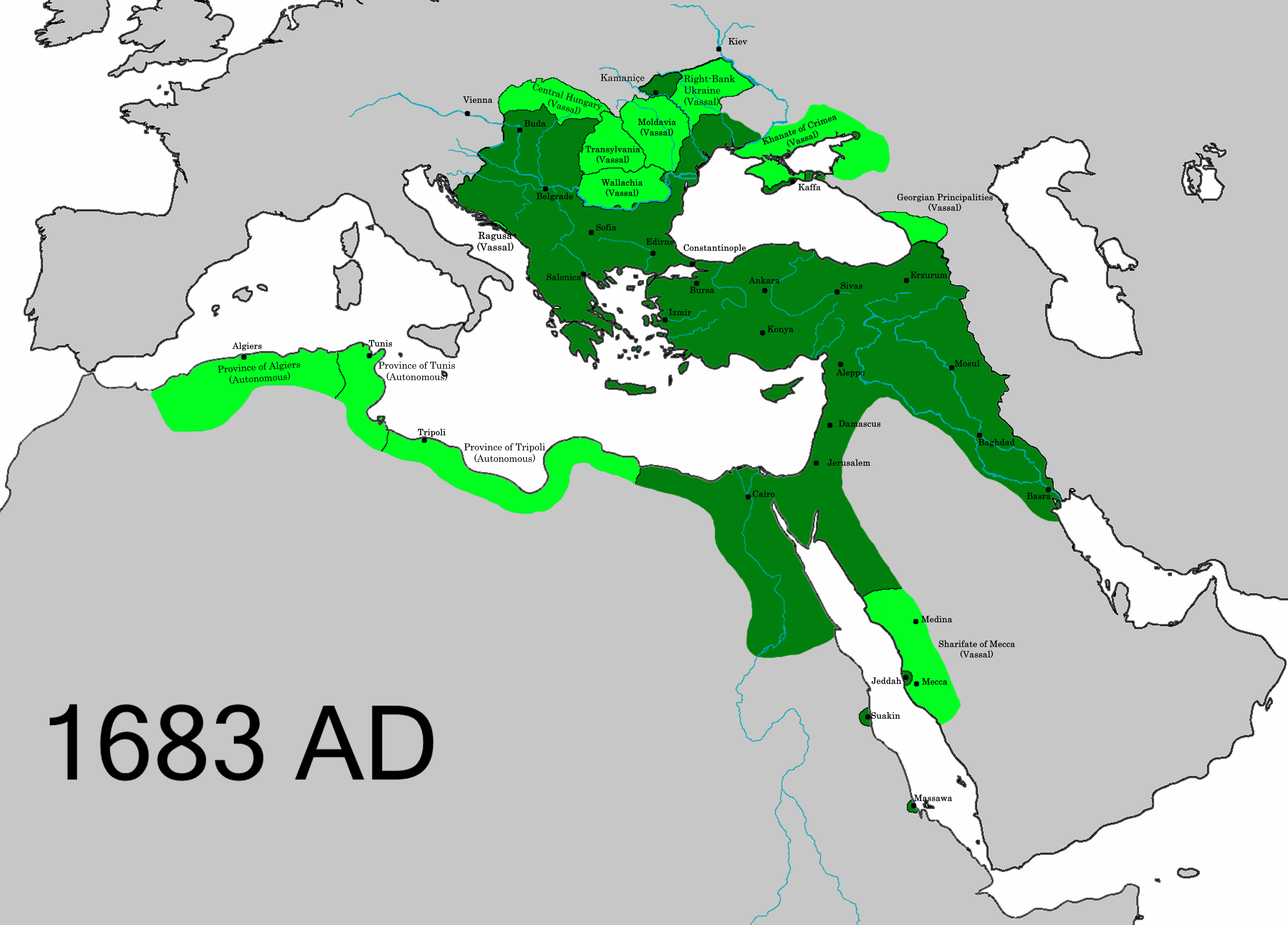
Osmanská říše v roce 1683

Dobytí Vídně bylo dlouhodobým strategickým cílem Osmanské říše, a to kvůli kontrole, kterou město mělo nad Dunajem a pozemními obchodními cestami do Německa a východního Středomoří. V letech předcházejících obléhání podnikala Osmanská říše pod vedením velkovezíra Kary Mustafy Paši rozsáhlé logistické přípravy, včetně oprav a budování cest a mostů vedoucích do Svaté říše římské a jejích logistických center. Rovněž shromažďovala a přepravovala munici, děla a další zdroje z celé říše do těchto center a na Balkán. Obléhání Szigetváru v roce 1566 zablokovalo postup sultána Sulejmana Nádherného směrem k Vídni a zastavilo osmanský postup na Vídeň v tomto roce. Vídeň nebyla znovu ohrožena až do roku 1683. V roce 1679 ve Vídni zuřil mor.

## Průběh bitvy
Spojená říšská, habsburská císařská a polská vojska čítající asi 70 000 mužů přitáhla 12. září k Vídni ve třech proudech, aby osvobodila metropoli habsburského impéria od dva měsíce trvajícího obležení. Ze strany přibližně 150 000 mužů Kary Mustafy Paši. Kara Mustafa rozdělil armádu na dvě části, přičemž větší část nechal dokončit obléhání města a menší část poslal do obranných pozic. Vojska zachránců vedl polský král Jan III. Sobieski. Na levém křídle stáli pod vedením Karla V. Lotrinského císařští opřeni o Dunaj u Leopoldsbergu. Ve středu byli Sasové pod vedením kurfiřta Jana Jiřího III., Bavoři a Švábové. Na pravé křídlo se přesouvaly polské oddíly složené z Poláků, Litevců a Lipků (od Rosskopfbergu po Dreimarkstein).

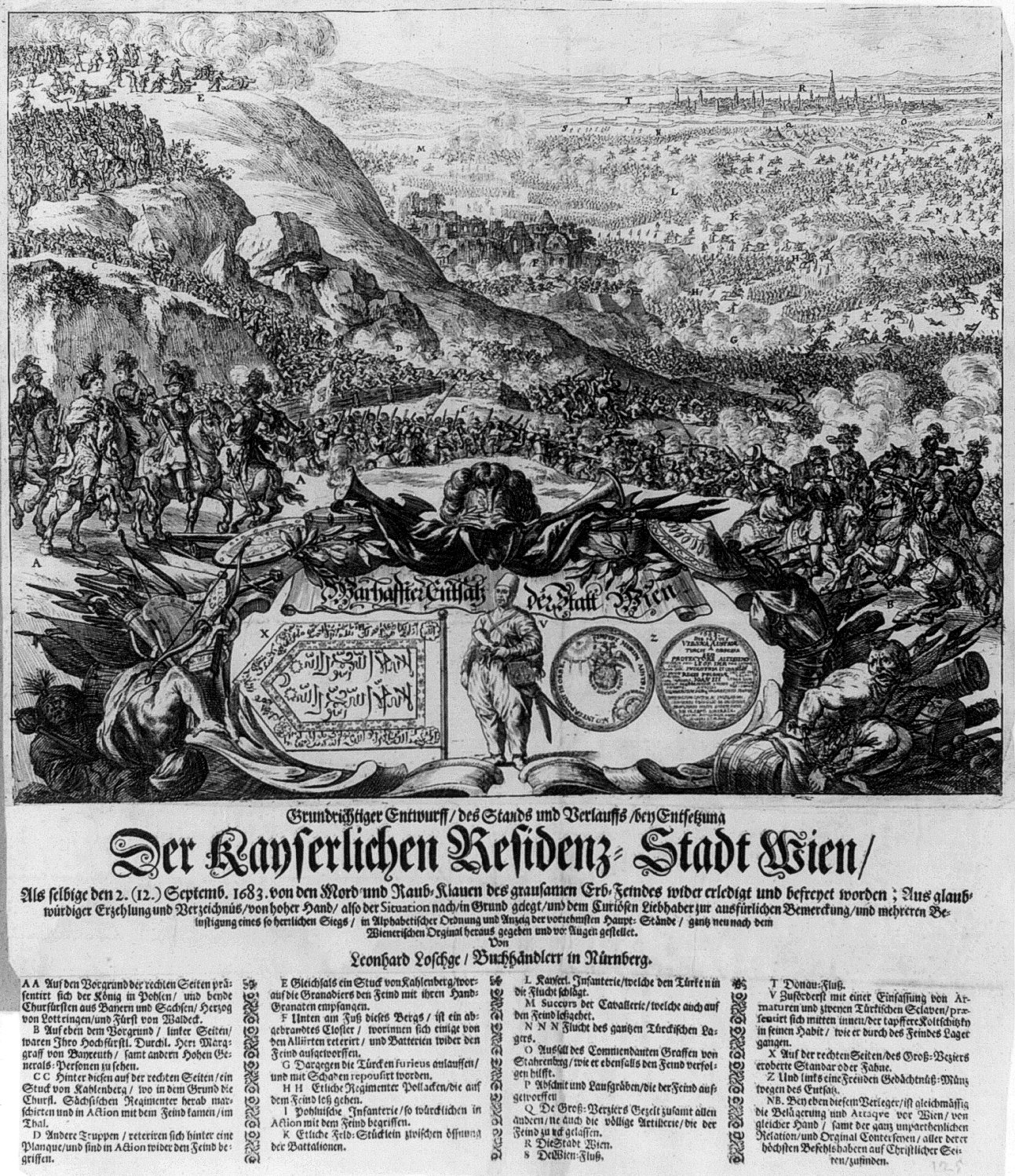
Bitva u Vídně na rytině ze 17. století

Jako první časně ráno 12. září zaútočili Turci, ale jejich útok byl odražen. Brzy poté císařští na levém křídle udeřili na turecké pozice. Během těžkých bojů říšská vojska obsadila několik důležitých tureckých stanovišť. Při neustálých tureckých protiútocích se kolem poledne říšským vojákům podařilo dobýt silně opevněný Nussdorf a Heiligenstadt. Během bojů Turci zvětšili tlak na obléhanou Vídeň, kterou se snažili dobýt. V té době se polské vojsko prodíralo lesy dál na jih. Polským oddílům se podařilo dostat na místo určení teprve odpoledne. Polská pěchota vyčistila vinice na okraji lesa od janičárů a uvolnila tak místo pro jezdectvo. Během bojů Turci stáhli do ohrožené oblasti většinu svého početného jezdectva. Zprávy o tom se brzy dostaly k říšským, a ti po 15. hodině znovu udeřili na turecké pozice. Do 17. hodiny se říšským podařilo přiblížit k centrální turecké obranné pozici (tzv. Türkenschanze). Velitelem zachránců města byl volený polský král Jan III. Sobieski. Ten přikázal z kopce Kahlenberg (484 m n. m.) vyslat na průzkum terénu jeden jízdní oddíl, který tryskem projel lokálními tureckými pozicemi a s těžkými ztrátami se vrátil do polského tábora. Průzkumníci přivezli dobré zprávy. Turci zde nepřipravili žádné překážky ani pasti pro jízdu. Hned poté v 18 hodin dal polský král pokyn k útoku. 14 tisíc polských kavaleristů a 4 tisíce německých jezdců udeřilo na turecké jezdectvo.

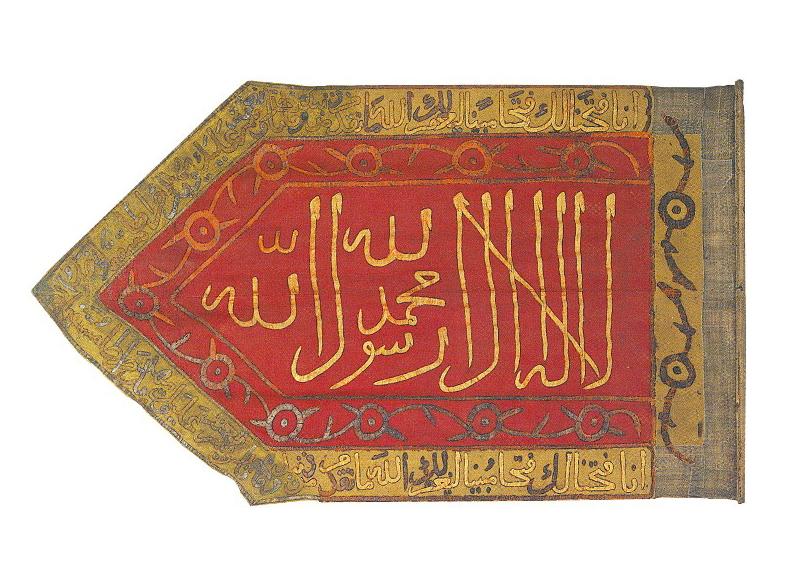
Osmanský prapor ukořistěný v bitvě u Vídně (1683)

Jako první z bitevního pole utekly zbytky Tatarů a brzy je následovaly prořídlé jednotky sipáhiů. Polské jezdectvo pobilo také turecké pěšáky a během pronásledování utíkajících se prodralo až do hlavního tureckého tábora, ze kterého se dal na útěk také velitel Turků Kara Mustafa. K utíkajícímu tureckému veliteli a zbytkům jeho jezdectva se připojily také jednotky dosud obléhající Vídeň. Útok polského jezdectva trval půl hodiny. V této chvíli provedla výpad vídeňská posádka odblokovaná útěkem tureckých obléhacích oddílů. Turci stojící naproti říšským se dali také na útěk.
Vítězná strana přišla k mnoha tisícům zajatců a k obrovské kořisti, naopak Osmané byli zatlačeni nazpět a Kara Mustafa byl na rozkaz sultána popraven. Jan III. Sobieski se stal válečným hrdinou, což uznali i samotní Turci, u kterých si vysloužil jméno Lev z Lechistanu.

### Složení osvoboditelské armády
Složení osvoboditelské armády:
| složení                   | pěší vojsko | kavalérie | děla | celková síla |
| ------------------------- | ----------- | --------- | ---- | ------------ |
| Poláci, Litevci a Lipkové | 10 200      | 14 000    | 28   | 24 200       |
| císařští                  | 8 000       | 12 900    | 70   | 20 900       |
| Bavoři                    | 7 500       | 3 000     | 26   | 10 500       |
| Němci z Frank a Švábska   | 7 000       | 2 500     | 28   | 9 500        |
| Sasové                    | 7 000       | 2 000     | 16   | 9 000        |
| Celková síla jednotek     | 39 700      | 34 400    | 168  | 74 100       |

## Zajímavosti

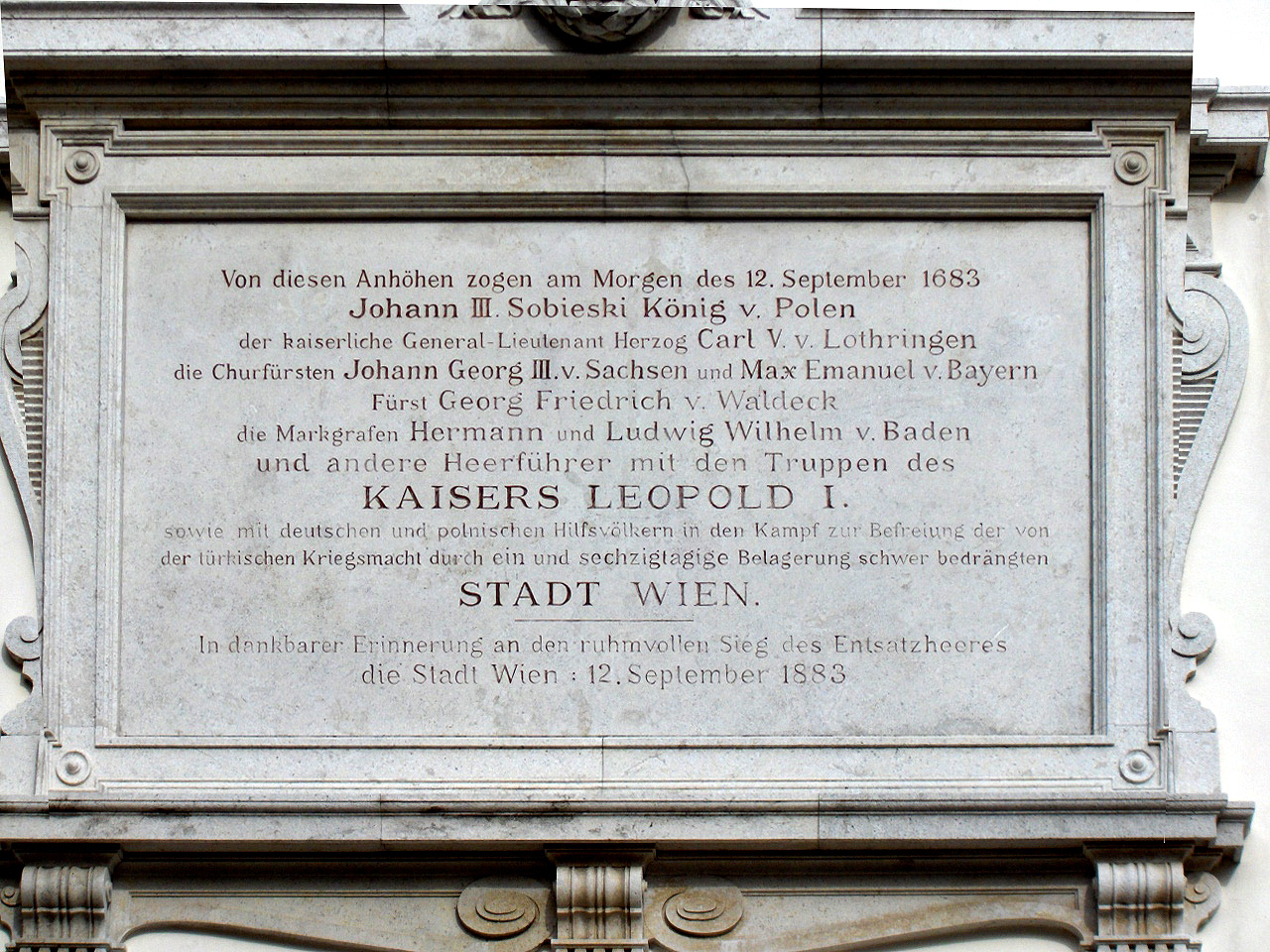
Památní deska bitvy u Vídně

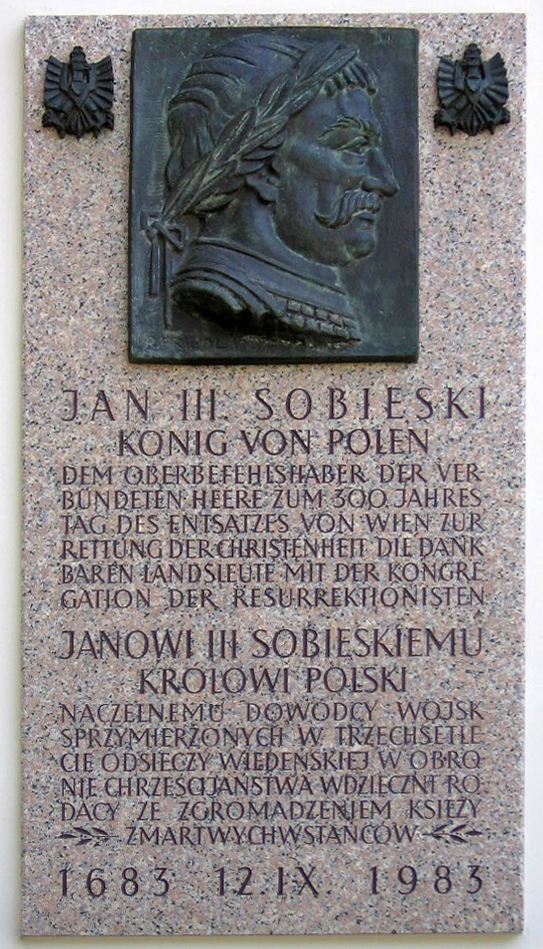
Památní deska na kopci Kahlenberg

- Vlastní rozhodující bitva představovala první válečnou zkušenost pro Evžena Savojského. Při předchozí obraně Vídně se vyznamenal český šlechtic Zdeněk Kašpar Kaplíř ze Sulevic, který později předsedal dvorské válečné radě Habsburků. Duchovní podporu rakouskému vojsku zajišťoval kapucín Marek z Aviana. Na turecké straně v bitvě bojovaly oddíly Uhrů Imricha Tökölyho.
- Traduje se, že jeden vídeňský pekař na počest vítězství nad Osmanskou říší v roce 1683, kdy Turci obléhali Vídeň a jejich útok byl odražen, začal vyrábět rohlíky – pečivo ve tvaru půlměsíce, což je symbol islámu. Je-li to skutečně pravda či zda jde pouze o legendu, je však dnes složité dohledat.
- Podle legendy nechali ustupující osmanští vojáci po bitvě na bojišti několik plných pytlů, které obsahovaly pražená kávová zrnka. Poté, co se jejich chutí seznámili obyvatelé Vídně, vznikla bohatá tradice výroby vídeňské kávy.
- Sasové ukořistili v opuštěném tureckém táboře zásoby kávy, což mělo za následek otevření prvních kaváren v Drážďanech a v Lipsku.